# 巴塞隆納圍城戰 (1705年)
1705年的巴塞隆納圍城戰發生於9月14日至10月19日間，是西班牙王位繼承戰爭的一場戰役，由彼得伯勒領主所率領的大同盟聯軍（支持哈布斯堡派），最終攻陷由法西聯軍（支持波旁派）所保衛的巴塞隆納。
在前一年的巴塞隆納戰役中，聯軍曾試圖登陸該城但遭到擊退。這次巴塞隆納被彼得伯勒領主攻占後，法西聯軍又在隔年試圖奪回該城，但以失敗收場。之後聯軍占有巴塞隆納城，直至1714年費利佩五世才率軍在1年多的圍城戰中將其奪回。

## 註腳
1. 1 2  Bodart 1908，第143頁.